# Scaphiophryne menabensis
Espèce
Statut de conservation UICN

 LC  : Préoccupation mineure
Scaphiophryne menabensis est une espèce d'amphibiens de la famille des Microhylidae.

## Répartition
Cette espèce est endémique du centre-Ouest de Madagascar,. Elle se rencontre jusqu'à 600 m d'altitude.

## Description
Scaphiophryne menabensis mesure de 40 à 42 mm pour les mâles et de 42 à 45 mm pour les femelles. Son dos est brun et présente des taches sombres symétriques y compris sur ses membres. Sa gorge est brun foncé.

## Étymologie
Son nom d'espèce, composé de menab[e] et du suffixe latin -ensis, « qui vit dans, qui habite », lui a été donné en référence au lieu de sa découverte, la forêt de Kirindy dans la région de Menabe.

## Publication originale
- Glos, Glaw & Vences, 2005 : A New Species of Scaphiophryne from Western Madagascar. Copeia, vol. 2005, no 2, p. 252–261 (texte intégral).